# Železník (hora)
Železník (814 m n. m.) je nejvyšší hora v Železníckém předhůří, který je geomorfologickým podcelkem Revúcké vrchoviny v okrese Revúca na Slovensku.

## Historie
Hora Železník je známá těžbou železné rudy. Archeologické nálezy strusek v zemních pecích předpokládá těžbu železné rudy již v laténském období. První písemná zmínka o těžbě rudy na Železníku pochází z roku 1570. Těžba probíhala na svazích hory Železník na planině Rovné. Těžba byla ukončena v roce 1963. Mezi důlní díla patří např. kulturní památka Slovenska dědičná štola Ladislav ražená od roku 1855 k zpřístupnění zásob železné rudy v nižších polohách hory.
Těžil se limonit a siderit. Mezi další nerosty, které se nacházely v hoře jsou pyrit, sfalerit,  hematit, goethit, meď, manganit, pyroluzit a další.
V roce 1864 byl D. Forbesem popsán nerost evansit nalezen v Železníku a nazván podle anglického vědce B. Evanse. Další nalezený nerost  vashegyit byl popsal v roce 1910 K. Zimányi. Název nerostu pochází z maďarského názvu pro Železník.

## Dostupnost
Z obce Sirk vede  značená turistická trasa do obce Rákoš.